# بينهر سفلي (مقاطعة دالاهو)
بينهر سفلي (بالفارسية: بی‌نهر سفلی) هي قرية تقع في كرمانشاه في إيران. يقدر عدد سكانها بـ 107 نسمة .